# Plakatwand

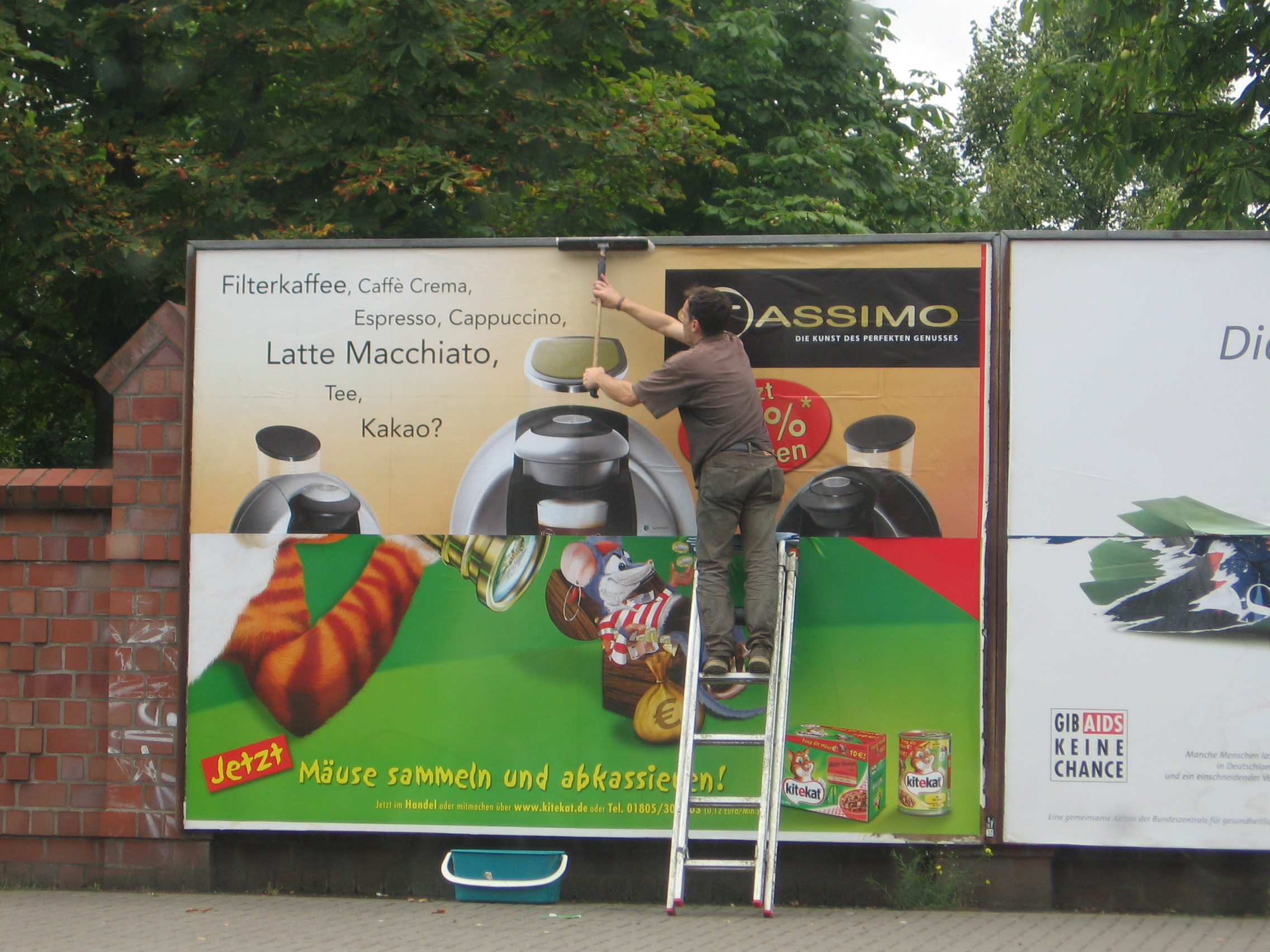
Klassische Großflächen-Plakatwand

Als Plakatwand oder englisch Billboard bezeichnet man eine zum Zwecke der Werbung im öffentlichen Raum genutzte oder dafür errichtete senkrechte Wandfläche. Sie gehören zur sogenannten Außenwerbung.
Plakatwände werden typischerweise an stark frequentierten Ein- und Ausfallstraßen, in Innenstadtbereichen oder in Bahnhöfen aufgestellt. Viele Standorte befinden sich auch im direkten Umfeld von Einkaufsmöglichkeiten wie beispielsweise an den Zufahrten oder auf den Parkplätzen von Supermärkten.

## Formate
Aus Gründen der Vereinheitlichung haben sich wie bei den Werbeplakaten regional unterschiedliche Standardformate durchgesetzt. In Deutschland sind dies insbesondere die sogenannten Großflächen. Je nach Anbieter werden weitere Plakatwände unter verschiedenen Produktnamen vermarktet, in Österreich etwa das „Megaboard“ (8,00 m × 5,00 m), „Centerboard“ (10,00 m × 4,78 m) oder das „Bigboard“.
Eine besondere Bedeutung in Deutschland haben die mobilen Plakatwände der Wahlkampfwerbung Wesselmann, die eine zentrale Rolle in Wahlkämpfen spielen. Wesselmann hat ein weitgehendes Monopol auf große (3,70 m × 2,90 m) Stellwände, die im Politjargon als „Wesselmänner“ oder „Wesselmanntafeln“ bezeichnet werden.
Daneben gibt es zahlreiche weitere Außenwerbungs-Formate, die nicht mehr an Plakatwänden angebracht werden, wie z. B. die hinter Glas geschützten City-Light-Poster oder die bis zur mehreren tausend m² großen Riesenposter, die oft ganze Gebäude verhüllen.

## Plakatpapier
Die Plakatwände werden mit einem Affichenpapier mit hellblau eingefärbter Rückseite beklebt, das daher auch Blueback genannt wird. Die Färbung der Rückseite soll das darunter liegende Plakat möglichst neutralisieren, so dass hier keine störenden Elemente durchschimmern. Das Plakat besteht in der Regel aus mehreren Teilen und wird mit einer speziellen Falztechnik hergestellt. So können die Papierbögen in Wasser geweicht werden. Die Weichung dient der einfacheren Anbringung der Plakate. Dadurch sind die Bögen geschmeidiger und es entstehen weniger Falten. Das Plakatpapier ist besonderes reißfest, so dass trotz des Einweichens (Wässerns) das Papier eine hohe Reißfestigkeit hat.